# Carhaix-Plouguer
Carhaix-Plouguer település Franciaországban, Finistère megyében. Lakosainak száma 7326 fő (2022. január 1.). Carhaix-Plouguer Le Moustoir, Plévin, Treffrin, Cléden-Poher, Kergloff, Motreff, Plounévézel és Saint-Hernin községekkel határos.

## Népesség
A település népességének változása:
| Lakosok száma | 7049 | 8591 | 8198 | 7676 | 7397 | 7305 | 7174 | 7155 | 7165 | 7326 |
|               | 1968 | 1982 | 1990 | 2006 | 2013 | 2015 | 2017 | 2019 | 2020 | 2022 |